# يوزيف غال
يوزيف غال (بالمجرية: Gál József)‏ هو مصارع رياضي مجري، ولد في 20 أبريل 1918 في سغليد في المجر، وتوفي بنفس المكان في 2 فبراير 2003.

## وصلات خارجية
- يوزيف غال على موقع قاعدة بيانات المصارعة الدولية (الإنجليزية)
- يوزيف غال على موقع أوليمبيديا (الإنجليزية)